# CATL
Contemporary Amperex Technology Co. Limited, abreujat com a CATL, és una empresa de tecnologia i fabricant de bateries xinesa fundada l'any 2011 especialitzada en la fabricació de bateries d'ions de liti per a vehicles elèctrics i sistemes d'emmagatzematge d'energia, així com en sistemes de gestió de bateries (BMS). Amb una quota de mercat del 32,6% el 2021, CATL és el fabricant de bateries d'ions de liti més gran del món per a vehicles elèctrics, produint 96,7 GWh dels 296,8 GWh globals, un 167,5% més que l'any. La companyia té previst tenir un objectiu de capacitat de fabricació de >500 Gwh el 2025 i >800 Gwh el 2030.
Té la seu a Ningde, província de Fujian i opera bases de fabricació a Ningde, província de Fujian; Xining, província de Qinghai; Liyang, província de Jiangsu; Yibin, província de Sichuan; Zhaoqing, província de Guangdong i en la seva primera planta a l'estranger situada a Erfurt, Alemanya. Els seus quatre centres principals d'R+D es troben a Ningde, Fujian; Liyang, Jiangsu; Xangai i Múnic, Alemanya.
CATL es va fundar a Ningde, cosa que es reflecteix en el seu nom xinès ('era Ningde'). La companyia va començar com a spin-off d'Amperex Technology Limited (ATL), un negoci anterior fundat per Robin Zeng el 1999. ATL va fabricar inicialment bateries de polímer de liti basades en tecnologia amb llicència, però després va desenvolupar dissenys de bateries més fiables. El 2005, ATL va ser adquirida per l'empresa japonesa TDK, però Zeng va continuar com a gerent d'ATL. El 2012, Zeng i el vicepresident Huang Shilin van escindir les operacions de bateries de vehicles elèctrics d'ATL a la nova empresa CATL. Fins al 2015, l'antiga matriu TDK tenia una participació del 15% a CATL.
Segons l'exgerent de la cadena de subministrament de bateries de Tesla, Vivas Kumar, CATL "es veu com els líders de la tecnologia de bateries de fosfat de ferro de liti". L'empresa utilitza el mètode de cel·la a paquet per reduir la quantitat de pes inactiu de les seves bateries. Augmenta la taxa d'utilització del volum entre un 15% i un 20%, duplica l'eficiència de producció i redueix el nombre de peces per a una bateria en un 40%, mentre que la densitat d'energia d'una bateria salta de 140-150Wh/Kg a 200Wh/Kg.
Segons Kumar, a diferència de competidors com LG Chem o SK Innovation, CATL està més disposat a adaptar la tecnologia externa, en lloc d'aplicar un disseny intern complet.
El 2021, la companyia va presentar una bateria d'ió sodi per al mercat de l'automòbil. Es preveu una instal·lació de reciclatge de bateries per recuperar part dels materials.